# 糸井文菜
糸井 文菜（いとい ふみな、1993年11月3日 - ）は、元東日本放送のアナウンサー。
東京都青梅市出身。立教大学コミュニティ福祉学部スポーツウエルネス学科を卒業後、2016年4月に東日本放送に入社した。2022年3月30日の『突撃!ナマイキTV』放送内で2022年4月末をもって東日本放送を退社することを発表。退社後、放送業界に就かないことも同番組内で併せて伝えられた。

## 出演

### テレビ番組
- スーパーJチャンネルみやぎ（2016年 - 2018年） - 中継リポーター、キャスター
- ベガchan!（2016年 - 2018年） - MC、ベガルタ仙台レディース取材担当[3]
- 突撃!ナマイキTV（2018年 - 2022年） - MC
- もえスポ（2018年 - ） - マイナビ仙台レディース取材担当[4]
- 東京で発掘！宮城ナゾ解きツアー（2019年12月28日）[5]
- ナイツ×本間ちゃん 宮城ご自慢TV ズモドズマン（2020年12月26日）[6]
- KHBニュース

### ラジオ番組
- 新社屋移転記念 KHB×FMたいはく 聞いてケロ KHB!（エフエムたいはく、2021年 - ）[7]

### 劇場アニメ
- 魔女見習いをさがして（2020年、神田駅アナウンス 役）